# Liste des titres musicaux numéro un en Autriche en 1982
Cette page liste les titres numéro un dans les meilleures ventes de disques en Autriche pour l'année 1982.

## Classement des singles
| №  | Date          | Artiste            | Titre                  |
| -- | ------------- | ------------------ | ---------------------- |
| 1  | 1er janvier   | Rainhard Fendrich  | Schickeria             |
| 2  | 15 janvier    | Falco              | Der Kommissar          |
| 3  | 1er février   | Falco              | Der Kommissar          |
| 4  | 15 février    | Richard Sanderson  | Reality                |
| 5  | 1er mars      | Richard Sanderson  | Reality                |
| 6  | 15 mars       | Shakin' Stevens    | Oh Julie               |
| 7  | 1er avril     | Spider Murphy Gang | Skandal im Sperrbezirk |
| 8  | 15 avril      | Spider Murphy Gang | Skandal im Sperrbezirk |
| 9  | 1er mai       | Mess               | Sonntag                |
| 10 | 15 mai        | Nicole             | Ein bißchen Frieden    |
| 11 | 1er juin      | Nicole             | Ein bißchen Frieden    |
| 12 | 15 juin       | Trio               | Da Da Da               |
| 13 | 1er juillet   | Trio               | Da Da Da               |
| 14 | 15 juillet    | Rainhard Fendrich  | Oben ohne              |
| 15 | 1er août      | Rainhard Fendrich  | Oben ohne              |
| 16 | 15 août       | Rainhard Fendrich  | Oben ohne              |
| 17 | 1er septembre | Rainhard Fendrich  | Oben ohne              |
| 18 | 15 septembre  | Steve Miller Band  | Abracadabra            |
| 19 | 1er octobre   | Andy Borg          | Adios amor             |
| 20 | 15 octobre    | Andy Borg          | Adios amor             |
| 21 | 1er novembre  | F. R. David        | Words                  |
| 22 | 15 novembre   | Relax              | Weil i di mog          |
| 23 | 1er décembre  | F. R. David        | Words                  |
| 24 | 15 décembre   | Relax              | Weil i di mog          |

## Classement des albums
| №  | Date          | Artiste                        | Titre                            |
| -- | ------------- | ------------------------------ | -------------------------------- |
| 1  | 1er janvier   | Queen                          | Greatest Hits                    |
| 2  | 15 janvier    | Kurt Elsasser                  | Bunte Welt                       |
| 3  | 1er février   | Orchestre philharmonique royal | Classic Disco                    |
| 4  | 15 février    | Orchestre philharmonique royal | Classic Disco                    |
| 5  | 1er mars      | Shakin' Stevens                | Shaky                            |
| 6  | 15 mars       | Rainhard Fendrich              | Und alles ist ganz anders word’n |
| 7  | 1er avril     | Spider Murphy Gang             | Dolce vita                       |
| 8  | 15 avril      | Shakin' Stevens                | Shaky                            |
| 9  | 1er mai       | Spider Murphy Gang             | Dolce vita                       |
| 10 | 15 mai        | The Alan Parsons Project       | Eye in the Sky                   |
| 11 | 1er juin      | Queen                          | Hot Space                        |
| 12 | 15 juin       | Compilation                    | Neuzeit                          |
| 13 | 1er juillet   | Compilation                    | Viva Sunshine                    |
| 14 | 15 juillet    | Nicole                         | Ein bißchen Frieden              |
| 15 | 1er août      | Compilation                    | Italo Top Hits                   |
| 16 | 15 août       | Nicole                         | Ein bißchen Frieden              |
| 17 | 1er septembre | Falco                          | Einzelhaft                       |
| 18 | 15 septembre  | Nicole                         | Ein bißchen Frieden              |
| 19 | 1er octobre   | Nicole                         | Ein bißchen Frieden              |
| 20 | 15 octobre    | Dire Straits                   | Love over Gold                   |
| 21 | 1er novembre  | Rainhard Fendrich              | Zwischen eins und vier           |
| 22 | 15 novembre   | Rainhard Fendrich              | Zwischen eins und vier           |
| 23 | 1er décembre  | Compilation                    | High Life                        |
| 24 | 15 décembre   | Andy Borg                      | Adios amor                       |